# 诺埃斯
诺埃斯，是西班牙卡斯蒂利亚-拉曼恰托莱多省的一个市镇。总面积34平方公里，总人口783人（2001年），人口密度23人/平方公里。